# アルトゥール・ナポレアン・ドス・サントス
アルトゥール・ナポレアン・ドス・サントス（Arthur Napoleão dos Santos 1843年3月6日 - 1925年3月12日）は、ポルトガルの作曲家、ピアニスト、楽器商、音楽出版者。

## 生涯
ポルトガルのポルトに生まれた。7歳で最初のピアノ演奏会を開いた彼は、8歳になるとポルトガル国王フェルナンド2世の後ろ盾を得て、初の国外演奏旅行でロンドン（ポルトガル大使館で演奏）とパリなどの都市を訪れた。これ以降、彼はヨーロッパ全土とアメリカを巡り、時にはアンリ・ヴュータンやヘンリク・ヴィエニャフスキとも共演した。15歳でニューヨーク公演を行った際には、批評家のリチャード・ストーズ・ウィリスが「ヨーロッパを虜にした子どもが、どんなものか見てみたいという興味に駆られて」訪れている。感銘を受けたウィリスは彼に付いて次のように記した。「桁外れの演奏家である（中略）タッチは優しさに満ちて優雅、ほとんどミスがなく正確、力強さは立派というに余りあるもので、音楽観のまとめ方は全くもって愉快であった。」
1866年にブラジルへと移り、リオデジャネイロに居を構えた。彼はここで楽器の販売店と楽譜販売業を立ち上げている。また、ピアノの指導を行ってシキーニャ・ゴンザーガらを育てた他、ほぼピアノ曲だけに絞って作曲も行った。彼は82歳でリオデジャネイロに没した。

## 主要作品

### 管弦楽曲
- 管弦楽とバンドのための『Camões』
- ピアノと管弦楽のための『L’Africaine』
- 『Acre state anthem』
- エスピリトサント州の州歌

### ピアノ曲
- A Brasileira
- A Caprichosa
- Elvira
- A Fluminense
- Uma primeira impressão do Brasil
- Soirée de Rio
- Soirées intimes
- Teus olhos